# Tunelul Gotthard
Tunelul Gotthard (în italiană Galleria del San Gottardo) este un tunel de cale ferată dat în folosință în anul 1882, care străpunge masivul Gotthard din Elveția. Mai există și un tunel similar, destinat circulației rutiere. De asemenea, există Tunelul de bază Gotthard, cel mai lung tunel de cale ferată din lume, dat în folosință în 2016.
Intrarea în nord la Göschenen în tunelul de cale ferată este situată la altitudinea de 1106 m deasupra n.m.. După o distanță de 8 km tunelul atinge punctul cel mai înalt, situat la altitudinea de 1151 m deasupra n.m.. După alți 2 km tunelul trece granița dintre cantoane și după încă 5 km se află  gura de ieșire la altitudinea de 1142 m deasupra n.m., lângă Airolo. Un tren necesită cca. 9 minute pentru traversarea tunelului care leagă localitățile Göschenen din Cantonul Uri și Airolo din Cantonul Tessin.

## Istoric

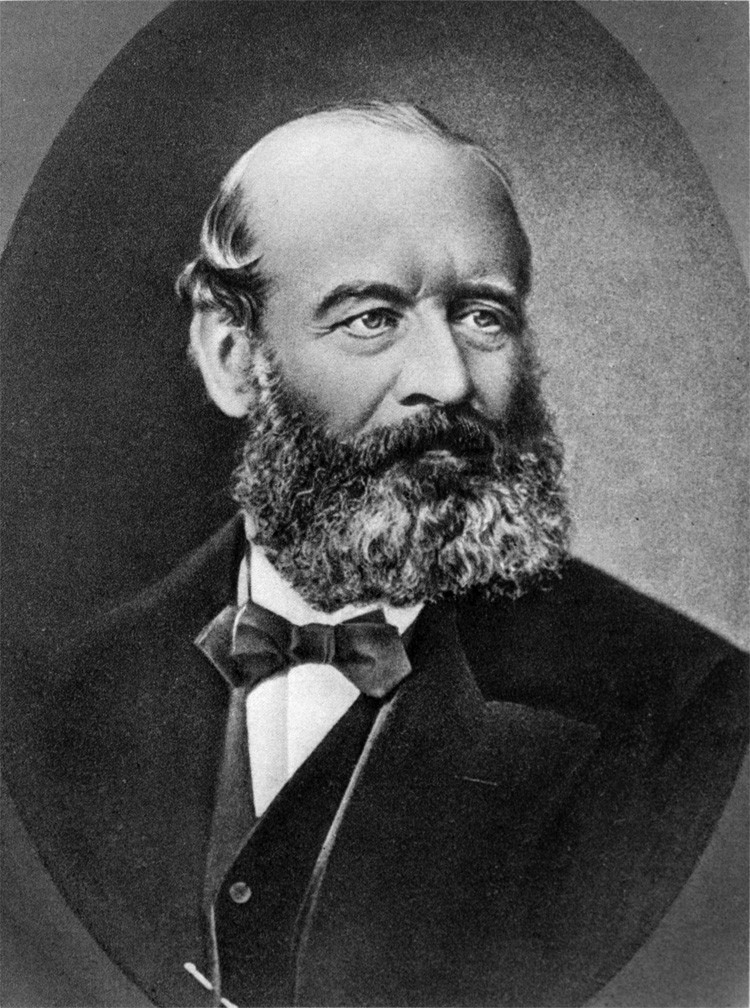
Alfred Escher

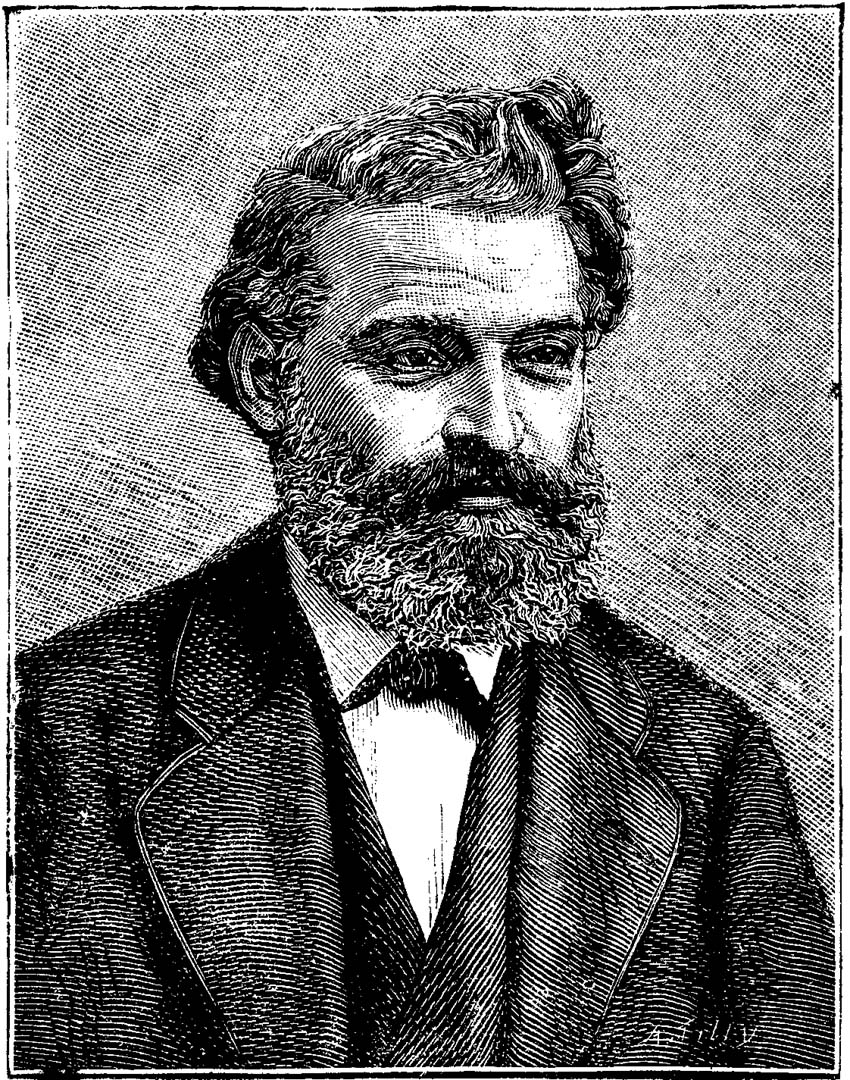
Louis Favre

Proiectul construirii tunelului cu cheltuieli prevăzute de 187 milone de franci a fost susținută de bancherul Alfred Escher care devine președintele Societății Drumului de Fier (Schweizerische Centralbahn, SCB). Săparea tunelui a fost începută în partea de sud la 13 septembrie 1872, iar la 24 octombrie în același an în nord. Lucrarea se efectua în trei schimburi, ca exploziv folosindu-se dinamită, mai ales în sud din cauza structurii petrografice, aerajului și apei freatice, s-au lovit de numeroase probleme tehnice, sau și îmbolnăviri ale muncitorilor, care au generat întârzieri neprevăzute de firma Favre.
La 27 iulie 1875, din cauza condițiilor mizerabile, grele de lucru și salariului mic acordat lucrătorilor, se ajunge la o revoltă și grevă; intervenția brutală a autorităților din Altdorf a dus la moartea a 4 muncitori și rănirea gravă a mai multora. Se ajunge prin presă la un scandal, cazul devenind cunoscut în Europa, ceea ce determină firma să îmbunătățească într-o oarecare măsură condițiile de igienă și de lucru ale muncitorilor care sufereau de boli parazitare, tifos și silicoză cauzată de praful de granit.
Costul lucrărilor depășește 100 de milioane de franci, fiind solicitat din nou un sprijin german și italian. La data de 19 iulie 1879 patronul Favre este atacat de unul din muncitori la un control al tunelului și moare la vârsta de 53 ani în tunel, la câteva minute după atentat, din cauza unui atac de cord. Într-o zi de dumnică la data de 29 februarie 1880 ora 11, după o perioadă de șapte ani și cinci luni, tunelul de 15 km lungime a fost terminat, străpungerea a reușit la întâlnirea celor două galerii, cu o eroare de înălțime de numai 33 cm. Pe atunci acesta fiind o premieră, cel mai lung tunel din lume.
|  |  |  |